# Абишев, Сыздык Жуматаевич
Сыздык Жуматаевич Абишев (9 декабря 1936, Караганда — 20 августа 1998) — советский, казахский экономист, кандидат экономических наук; государственный деятель, министр внешнеэкономических связей Казахстана (1990—1994).

## Биография
С 1957 г. работал слесарем шахты комбината «Карагандауголь». В 1958—1972 гг. работал в организациях торговли: отборщик, кладовщик областной оптовой базы «Казторгодежда», старший кладовщик базы «Казмясомолторг», директор хозрасчётного магазина, заместитель директора Октябрьского райпищеторга. В 1969 г. окончил Заочный институт советской торговли по специальности «товаровед-экономист».
В 1973—1977 гг. — директор Карагандинского горпищеторга, директор Карагандинского горпромторга, затем — начальник управления торговли Джезказганского облисполкома, с 1979 г. — начальник республиканской конторы «Казмясомолторг», с 1981 г. — начальник управления торговли Алма-Атинского горисполкома.
В 1983—1988 гг. — первый заместитель министра торговли Казахской ССР, в 1988—1990 гг. — генеральный директор Республиканского объединения «Казахинторг».
С февраля 1990 г. — председатель Государственного комитета Казахской ССР по внешнеэкономическим связям, с декабря 1990 по июнь 1994 г. — министр внешнеэкономических связей Республики Казахстан, одновременно с июня 1993 по июнь 1994 г. — заместитель Премьер-министра Республики Казахстан. 2 февраля 1993 г. в Брюсселе подписал «Соглашение между Правительством Республики Казахстан и Комиссией Европейских Сообществ об учреждении, привилегиях и иммунитетах Представительства Комиссии Европейских Сообществ в Республике Казахстан».
С июня 1994 г. — управляющий делами Кабинета Министров Республики Казахстан. С марта по ноябрь 1995 г. — генеральный консул Республики Казахстан во Франкфурте-на-Майне, присвоен чин Чрезвычайного и Полномочного Посланника 1-го класса. Затем занимал должности управляющего делами Президента Республики Казахстан, заведующего отделом наград Администрации Президента Республики Казахстан (с июля 1996 г.). В декабре 1996 г. вышел на пенсию.

### Семья
Приходится дядей Саре Алпысовне Назарбаевой, супруге Н. А. Назарбаева, президента Казахстана.

## Дополнительно
По некоторым сведениям, способствовал карьерному росту Нурсултана Назарбаева.
Оказывал помощь Булату Абилову, Булату Утемуратову.

## Награды
- Орден «Курмет» (1996)[6]
- медаль
- Почётная грамота Верховного Совета Казахской ССР